# Иорданов, Павел Фёдорович
Павел Фёдорович Иорданов (17 [29] ноября 1858, Таганрог — 1 марта 1920, о. Принкипо) — таганрогский городской голова в 1905—1909 годах, член Государственного совета по выборам (1912—1917), сенатор.

## Биография
Родился 17 (29) ноября 1858 года (1857) в Таганроге, в семье купца 3 гильдии Фёдора Петровича Иорданова. Окончил таганрогскую мужскую гимназию с золотой медалью в 1877 году. Первые два класса в гимназии был соучеником Антона Чехова.
Учился на медицинском факультете Харьковского университета. Доктор медицины. В 1885 году поступил на службу санитарным врачом при Таганрогском общественном управлении. Избирался гласным Таганрогской городской думы, городским головой. С 1904 — представитель Таганрогского баржевого общества во всех правительственных и общественных учреждениях. Известна его переписка с А. П. Чеховым по поводу установки памятника работы М. М. Антокольского Петру Первому в Таганроге к 200-летию основания города.
24 октября 1912 года избран членом Государственного совета от торговли. Входил в группу центра. Во время Первой мировой войны — помощник верховного начальника санитарной и эвакуационной части принца А. П. Ольденбургского. 19 января 1917 года назначен сенатором с производством в тайные советники. Революцию 1917 года встретил на посту главного санитарного врача Российской империи. 
Вернувшись вскоре в Таганрог, возглавил санитарную службу Добровольческой армии. После переезда в Кисловодск вернулся к врачебной практике. 
В 1919 году по поручению международной организации Красного Креста сопровождал транспорт с раненными и больными военнослужащими из Новороссийска в Константинополь. Затем работал в госпитале на одном из Принцевых островов, острове Принкипо, где заболел тифом и умер 1 марта 1920 года. Прах его был перевезён сыном в Рим и захоронен в семейном склепе на кладбище Тестаччо.

## Награды
- Орден Святого Станислава
- Орден Святой Анны

## Семья
- Жена, Мария Александровна Иорданова (ур. Лакиер; 2.12.1871—20.6.1962), похоронена рядом с мужем на кладбище Тестаччо.
- Младший сын П. Ф. Иорданова, Николай Павлович Иорданов (10.08.1894—3.7.1925), выпускник Императорского Александровского лицея (LXXII курс, выпуск 1916 года), чиновник Особой канцелярии по кредитной части, за участие в монархической контрреволюционной организации 22.6.1925 коллегией ОГПУ Ленинградского военного округа был осужден к высшей мере наказания. Был расстрелян в Ленинграде в 1925 году по «Делу лицеистов»[1]. Посмертно реабилитирован 31.1.1994
- Старший сын, Александр Павлович Иорданов (17.06.1889—06.03.1966), был секретарём Императорского Российского посольства в Риме[1]. Решением суда кантона Женева (Швейцария) А. П. Иорданову было разрешено принять от дяди Дмитрия Ивановича Ознобишина его родовую фамилию и именоваться впредь Иордановым-Ознобишиным.